# Gundakarjagi, Muddebihal
Gundakarjagi là một làng thuộc tehsil Muddebihal, huyện Bijapur, bang Karnataka, Ấn Độ.